# Symphytum caucasicum
Symphytum caucasicum là loài thực vật có hoa trong họ Mồ hôi. Loài này được M.Bieb. miêu tả khoa học đầu tiên năm 1808.